# Fèlix II
Fèlix II, avui considerat antipapa, va ésser proclamat papa en 355 per l'emperador romà Constanci II, que va deposar el papa Liberi I que no havia volgut condemnar Sant Atanasi d'Alexandria. El maig de 357, un sector de ciutadans romans que havien restat fidels a Liberi van demanar a Constanci que normalitzés la situació.
L'emperador va proposar que Fèlix i Liberi governessin junts, però quan Liberi tornà, Fèlix fou forçat a exiliar-se a Porto, prop de Roma. Fèlix va intentar, infructuosament, tornar a Roma com a papa; va morir el 22 de novembre de 365.

## Confusió amb Fèlix màrtir i veneració
Es va confondre aquest Fèlix amb Fèlix de Roma, màrtir romà. El resultat va ésser que va incloure's a la llista de papes com a Fèlix II, i els següents papes del mateix nom van rebre el nombre consecutiu: Fèlix III i Fèlix IV erròniament.
La confusió pot venir del fet que el Liber Pontificalis que Fèlix II va fer edificar una església a la Via Aurèlia, on havia estat sebollit un màrtir romà mort durant les persecucions. No obstant això, cap font antiga parla d'aquest màrtir i només se'n coneix el nom i el títol de màrtir, i que fou sebollit al cementiri de la Via Portuensis, que prengué el seu nom. El màrtir consta al Martirologi romà celebrat el dia 29 de juliol.
El temps va fer oblidar l'activitat de l'antipapa i va acabar essent considerat sant, apareixent al Martirologi romà el 29 de juliol. El martirologi, fins al 1962 deia:
| « | A Roma, a la Via Aurèlia, Sant Fèlix II, papa i màrtir. Havent estat expulsat de la Seu per l'emperador arrià Constanci per defensar la fe catòlica, i mort per l'espasa privadament a Cera, a la Toscana, va morir gloriosament. El seu cos fou portat d'aquest lloc per clergues i sebollit a la Via Aurèlia. Fou portat després a l'església dels Sants Cosme i Damià on, sota el sobirà pontífex Gregori XIII, fou trobat sota l'altar amb les relíquies dels sants màrtirs Marc, Marcel·lià i Tranquil·lí, i amb aquest últim fou tornat al mateix lloc el 31 de juliol. Al mateix altar també van trobar-se els cossos dels sants màrtirs Abundi, prevere, i Abundanci, diaca, que foren poc després solemnement traslladats a l'església de la Companyia de Jesús, la vigília de la seva festa. | » |

Aquesta citació confon el paper de Fèlix i Liberi, considerant aquest com a antipapa. Les edicions recents del martirologi eliminen l'entrada i la substitueixen per:
| « | A Roma, a la tercer milla de la Via Portuensis, al cementiri dedicat al seu nom, Sant Fèlix màrtir. | » |

La mateixa confusió la donava el Missal romà, que identificava el Fèlix del dia 29 de juliol amb l'antipapa, fins que l'edició de 1962 només parla de "Fèlix màrtir" i no de "Fèlix II papa".